# 蔡坤煌
蔡坤煌（1922年9月26日—1994年4月2日）是出生於彰化縣二水鄉的傳染病專科醫師。台灣光復後，於取得醫師執照後移居新北市淡水區並擔任衛生所當主任兼醫師直至退休。1994年4月2日，病逝於馬偕醫院，享壽七十二歲。

## 生平
蔡坤煌出生於彰化縣二水鄉，小學及中學於二水公學校（今二水國民小學）就讀。畢業後在第二次世界大戰期間於士林熱帶醫學研究所進修、研讀傳染病防治醫學，並考取乙種醫師試驗合格證書。
台灣光復後於臺大公共衛生行政班結業，並通過考試院醫師甄訓而獲得中華民國醫師證書，隨即奉派到淡水鎮衛生所當主任兼醫師，一路在淡水服務至1973年屆齡退休。在當地服務期間，透過王昶雄醫師認識妻子-葉金枝女士並結為連理，於是落籍在淡水，育有三男兩女。
因喜好攝影，於1967年2月與地方愛好攝影人士籌組創立滬尾攝影學會，並被推舉為首任會長。且經常與會友們到世界各地旅遊，其攝影創作不僅常在國內外影展展出
，且受到知名攝影師郎靜山先生欣賞，且成為忘年莫逆之交。
1982年時於淡水地區創辦國花幼稚園。
1994年3月31日，蔡坤煌醫生退休後所經營的安生診所發生火災，整間診所燒毀付之一炬，被救出火場時已經沒有意識。於4月2日清晨病逝於馬偕醫院，享年七十二歲。

## 親屬
蔡坤煌醫生有三男兩女：
- 長子 蔡泰昌 （醫師）
- 次子 蔡葉偉（前新北市議員）
- 三子 蔡甫昌 （台大醫學院教授）

## 服務經歷

### 醫療專業
- 淡水海港檢疫所 駐所醫師
- 基隆仙洞海關檢疫所 駐所醫師
- 淡水婦嬰保健所 駐所醫師
- 淡水衛生所 主任兼醫師
- 純德女中（淡江中學前身） 兼任教師
- 淡水國中、淡江中學 特約校醫

### 其他項目
- 滬尾攝影學會會長
- 台灣省攝影學會理事長
- 淡水國香會會長
- 大屯球場長春球隊創會會長

## 榮譽
- 中國攝影學會榮譽博學會士
- 臺灣省攝影學會博學會士
- 臺北市攝影學會博學會士
- 美國紐約攝影學會博學會士

## 攝影作品
- 《過鏡千帆看淡水》

作者：陳建成
出版年份：1997
ISBN：9570085142
出版者：臺北縣淡水鎮公所
- 蔡坤煌醫師攝影作品集